# باشگاه فوتبال اینتر میلان در فصل ۲۵–۲۰۲۴
باشگاه فوتبال اینتر میلان در فصل ۲۵–۲۰۲۴ در سری آ و کوپا ایتالیا به همراه لیگ قهرمانان اروپا حضور دارد. این فصل ۱۱۷ اُمین سال فعالیت این تیم در فوتبال ایتالیا و ۱۰۹ اُمین حضور تیم در بالاترین سطح فوتبال این کشور است.

## بازیکنان
تا تاریخ ۲۵ ژانویه ۲۰۲۴
| ش.                             | بازیکن                     | ملیت.       | پست(ها)     | تاریخ تولد (سن)          | سال ورود    | باشگاه قبلی           |
| دروازه‌بانان                    | دروازه‌بانان                | دروازه‌بانان | دروازه‌بانان | دروازه‌بانان              | دروازه‌بانان | دروازه‌بانان           |
| ------------------------------ | -------------------------- | ----------- | ----------- | ------------------------ | ----------- | --------------------- |
| ۱                              | یان سومر                   | سوئیس       | دروازه‌بان   | ۱۷ دسامبر ۱۹۸۸ ‏(۳۶ سال)  | ۲۰۲۳        | بایرن مونیخ           |
| ۱۲                             | رافائله دی جنارو           | ایتالیا     | دروازه‌بان   | ۳ اکتبر ۱۹۹۳ ‏(۳۱ سال)    | ۲۰۲۳        | جوبیو                 |
| ۱۳                             | یوسیپ مارتینز              | اسپانیا     | دروازه‌بان   | ۲۵ مهٔ ۱۹۹۸ ‏(۲۷ سال)      | ۲۰۲۴        | جنوا                  |
| مدافعان                        |                            |             |             |                          |             |                       |
| ۲                              | دنزل دومفریس               | هلند        | هافبک       | ۱۸ آوریل ۱۹۹۶ ‏(۲۹ سال)   | ۲۰۲۱        | آیندهوون              |
| ۶                              | استفان د فرای              | هلند        | مدافع       | ۵ فوریهٔ ۱۹۹۲ ‏(۳۳ سال)    | ۲۰۱۸        | لاتزیو                |
| ۱۵                             | فرانچسکو آچربی             | ایتالیا     | مدافع       | ۱۰ فوریهٔ ۱۹۸۸ ‏(۳۷ سال)   | ۲۰۲۲        | لاتزیو                |
| ۲۸                             | بنجامین پاوارد             | فرانسه      | مدافع       | ۲۸ مارس ۱۹۹۶ ‏(۲۹ سال)    | ۲۰۲۳        | بایرن مونیخ           |
| ۳۰                             | کارلوس آگوستو              | برزیل       | مدافع       | ۷ ژانویهٔ ۱۹۹۹ ‏(۲۶ سال)   | ۲۰۲۳        | مونتسا                |
| ۳۱                             | یان اورل بیسک              | آلمان       | مدافع       | ۲۹ نوامبر ۲۰۰۰ ‏(۲۴ سال)  | ۲۰۲۳        | آرهوس                 |
| ۳۲                             | فدریکو دی مارکو            | ایتالیا     | مدافع       | ۱۰ نوامبر ۱۹۹۷ ‏(۲۷ سال)  | ۲۰۱۸        | سیون                  |
| ۳۶                             | متئو دارمیان               | ایتالیا     | مدافع       | ۲ دسامبر ۱۹۸۹ ‏(۳۵ سال)   | ۲۰۲۰        | پارما                 |
| ۴۲                             | توماس پالاسیوس*            | آرژانتین    | مدافع       | ۲۸ آوریل ۲۰۰۳ ‏(۲۲ سال)   | ۲۰۲۴        | ایندپندینته ریواداویا |
| ۹۵                             | الساندرو باستونی           | ایتالیا     | مدافع       | ۱۳ آوریل ۱۹۹۹ ‏(۲۶ سال)   | ۲۰۱۷        | آتالانتا              |
| هافبک‌ها                        |                            |             |             |                          |             |                       |
| ۷                              | پیوتر ژیلینسکی             | لهستان      | هافبک       | ۲۰ مهٔ ۱۹۹۴ ‏(۳۱ سال)      | ۲۰۲۴        | ناپولی                |
| ۱۶                             | داویده فراتسی              | ایتالیا     | هافبک       | ۲۲ سپتامبر ۱۹۹۹ ‏(۲۵ سال) | ۲۰۲۳        | ساسولو                |
| ۲۰                             | هاکان چالهان‌اوغلو          | ترکیه       | هافبک       | ۸ فوریهٔ ۱۹۹۴ ‏(۳۱ سال)    | ۲۰۲۱        | آ.ث. میلان            |
| ۲۱                             | کریستین اصلانی             | آلبانی      | هافبک       | ۹ مارس ۲۰۰۲ ‏(۲۳ سال)     | ۲۰۲۲        | امپولی                |
| ۲۲                             | هنریخ مخیتاریان            | ارمنستان    | هافبک       | ۲۱ ژانویهٔ ۱۹۸۹ ‏(۳۶ سال)  | ۲۰۲۲        | آ.اس. رم              |
| ۲۳                             | نیکولو بارلا (کاپیتان دوم) | ایتالیا     | هافبک       | ۷ فوریهٔ ۱۹۹۷ ‏(۲۸ سال)    | ۲۰۱۹        | کالیاری               |
| ۵۹                             | نیکولا زالفسکی             | لهستان      | هافبک       | ۲۳ ژانویهٔ ۲۰۰۲ ‏(۲۳ سال)  | ۲۰۲۵        | آ.اس. رم              |
| مهاجمان                        |                            |             |             |                          |             |                       |
| ۸                              | مارکو آرناتوویج            | اتریش       | مهاجم       | ۱۹ آوریل ۱۹۸۹ ‏(۳۶ سال)   | ۲۰۲۳        | بولونیا               |
| ۹                              | مارکوس تورام               | فرانسه      | مهاجم       | ۶ اوت ۱۹۹۷ ‏(۲۸ سال)      | ۲۰۲۳        | بروسیا مونشن‌گلادباخ   |
| ۱۰                             | لائوتارو مارتینز ()        | آرژانتین    | مهاجم       | ۲۲ اوت ۱۹۹۷ ‏(۲۷ سال)     | ۲۰۱۸        | ریسینگ کلاب           |
| ۱۱                             | خواکین کوره‌آ               | آرژانتین    | مهاجم       | ۱۳ اوت ۱۹۹۴ ‏(۳۱ سال)     | ۲۰۲۱        | لاتزیو                |
| ۹۹                             | مهدی طارمی                 | ایران       | مهاجم       | ۱۸ ژوئیهٔ ۱۹۹۲ ‏(۳۳ سال)   | ۲۰۲۴        | پورتو                 |
| در نیم‌ فصل صورت قرضی داده شدند |                            |             |             |                          |             |                       |
| ۱۷                             | تیجان بیوکنن               | کانادا      | هافبک       | ۸ فوریهٔ ۱۹۹۹ ‏(۲۶ سال)    | ۲۰۲۴        | کلوب بروژ             |
| ۴۲                             | توماس پالاسیوس             | آرژانتین    | مدافع       | ۲۸ آوریل ۲۰۰۳ ‏(۲۲ سال)   | ۲۰۲۴        | ایندپندینته ریواداویا |

## پیش‌فصل و دوستانه
برد       تساوی       باخت       برنامه‌ریزی‌شده
| ۷ ژوئیه ۲۰۲۴ دوستانه | اینترمیلان | ۲-۳ | لوگانو | میلان، ایتالیا |

| ۲۲ ژوئیه ۲۰۲۴ دوستانه | اینترمیلان | ۱-۲ | لوگانو | میلان، ایتالیا |

| ۲۷ ژوئیه ۲۰۲۴ دوستانه | اینترمیلان | ۰-۳ | لاس پالماس | چزنا، ایتالیا |

| ۲ آگوست ۲۰۲۴ دوستانه | اینترمیلان | ۱-۱ | پیزا | پیزا، ایتالیا |

| ۷ آگوست ۲۰۲۴ دوستانه | اینترمیلان | ۲-۰ | الاتحاد | مونزا، ایتالیا |

| ۱۱ آگوست ۲۰۲۴ دوستانه | اینترمیلان | ۱-۱ | چلسی | فولام، انگلستان |

## مسابقات

### سری آ

#### روند هفته به هفته
| هفته    | ۱ | ۲ | ۳ | ۴ | ۵ | ۶ | ۷ | ۸ | ۹ | ۱۰ | ۱۱ | ۱۲ | ۱۳ | ۱۵ | ۱۶ | ۱۷ | ۱۸ | ۲۰ | ۱۹ | ۲۱* | ۲۲ | ۲۳ | ۱۴* | ۲۴ | ۲۵ | ۲۶ | ۲۷ | ۲۸ | ۲۹ | ۳۰ | ۳۱ | ۳۲ | ۳۳ | ۳۴ | ۳۵ | ۳۶ | ۳۷ | ۳۸ |
| ------- | - | - | - | - | - | - | - | - | - | -- | -- | -- | -- | -- | -- | -- | -- | -- | -- | --- | -- | -- | --- | -- | -- | -- | -- | -- | -- | -- | -- | -- | -- | -- | -- | -- | -- | -- |
| زمین    | ب | خ | خ | ب | خ | ب | خ | ب | خ | ب  | خ  | خ  | ب  | خ  | ب  | خ  | ب  | خ  | ب  | خ   | ب  | ب  | ب   | خ  | ب  | خ  | ب  | خ  | ب  | خ  | ب  | خ  | ب  | خ  | خ  | ب  | خ  | ب  |
| دستاورد | م | پ | پ | م | ش | پ | پ | پ | م | پ  | پ  | م  | پ  | پ  | پ  | پ  | پ  | پ  | م  | پ   | پ  | م  | ش   | پ  | ش  | پ  | م  | پ  | پ  | پ  | م  | پ  | ش  | ش  | پ  | پ  | م  | پ  |
| جایگاه  | ۷ | ۲ | ۱ | ۳ | ۶ | ۴ | ۲ | ۲ | ۲ | ۲  | ۲  | ۴  | ۳  | ۳  | ۳  | ۳  | ۳  | ۲  | ۲  | ۲   | ۲  | ۲  | ۲   | ۲  | ۲  | ۱  | ۱  | ۱  | ۱  | ۱  | ۱  | ۱  | ۱  | ۲  | ۲  | ۲  | ۲  | ۲  |

زمین: ب = بیرون از خانه، خ = داخل خانه. دست‌آورد: پ = پیروزی، ش = شکست، م = مساوی، ع = به تعویق افتاده.

#### خلاصه بازی ها
| ۱۷ آگوست ۲۰۲۴ ۱                        | جنوا                                    | ۲-۲   | اینترمیلان                                | جنوا                                                           |
| ۱۸:۳۰ زمان اروپای مرکزی (یوتی‌سی ۱:۰۰+) | وولیاکو ۲۰' · گولینی '۶۳ · مسیایس ۵+۹۰' | گزارش | هنریخ '۱۶ · تورام ۳۰'، ۸۴' · اصلانی '۹+۹۰ | ورزشگاه: لوئیجی فراری تماشاگران: ۳۳,۳۰۰ داور: ارماننو فلیسیانی |

| ۲۴ آگوست ۲۰۲۴ ۲                        | اینترمیلان             | ۰-۲   | لچه                | میلان                                                         |
| ۲۰:۴۵ زمان اروپای مرکزی (یوتی‌سی ۱:۰۰+) | دارمیان ۵' · هاکان '۶۹ | گزارش | گالو '۳۱ باندا '۶۰ | ورزشگاه: جوزپه مه‌آتزا تماشاگران: ۷۰,۹۲۱ داور: داویده دی مارکو |

| ۳۰ آگوست ۲۰۲۴ ۳                        | اینترمیلان                                         | ۰-۴   | آتالانتا              | میلان                                                     |
| ۲۰:۴۵ زمان اروپای مرکزی (یوتی‌سی ۱:۰۰+) | جیمشیتی ۳' (گل‌به‌خودی) · بارلا ۱۰' · تورام ۴۷'، ۵۶' | گزارش | دی رون '۱+۴۵ رتگی '۵۳ | ورزشگاه: جوزپه مه‌آتزا تماشاگران: ۷۱,۷۴۵ داور: متئو مارکتی |

| ۱۵ سپتامبر ۲۰۲۴ ۴                      | مونزا         | ۱-۱   | اینترمیلان                     | مونتسا                                                |
| ۲۰:۴۵ زمان اروپای مرکزی (یوتی‌سی ۱:۰۰+) | موتا ۸۱'، '۸۵ | گزارش | دومفریس '۶۲ ۸۸' · پاوارد '۵+۹۰ | ورزشگاه: بریانتئو تماشاگران: ۱۴,۵۴۱ داور: لوکا پایرتو |

| ۲۲ سپتامبر ۲۰۲۴ ۵                      | اینترمیلان                                            | ۲-۱   | آ.ث. میلان                           | میلان                                                           |
| ۲۰:۴۵ زمان اروپای مرکزی (یوتی‌سی ۱:۰۰+) | هنریخ '۱۸ · دی مارکو ۲۷' '۸۸ · هاکان '۴۰ · اصلانی '۸۶ | گزارش | پولیسیک ۱۰' · فوفانا '۳۸ · گابیا ۸۹' | ورزشگاه: جوزپه مه‌آتزا تماشاگران: ۷۵,۳۶۶ داور: مائوریتزیو ماریان |

| ۲۸ سپتامبر ۲۰۲۴ ۶                      | اودینزه                               | ۳-۲   | اینترمیلان                     | اودینه                                               |
| ۱۵:۰۰ زمان اروپای مرکزی (یوتی‌سی ۱:۰۰+) | جان‌لوکا ساکی '۲۶ کاباسله '۳۵ لوکا '۸۳ | گزارش | فراتسی ۱' · مارتینس ۳+۴۵'، ۴۷' | ورزشگاه: فریولی تماشاگران: ۲۴,۶۱۱ داور: جان‌لوکا ساکی |

| ۵ اکتبر ۲۰۲۴ ۷                         | اینترمیلان                     | ۲-۳   | تورینو                                                              | میلان                                                        |
| ۲۰:۴۵ زمان اروپای مرکزی (یوتی‌سی ۱:۰۰+) | تورام ۲۵'، ۳۵'، ۶۰' · بیسک '۳۷ | گزارش | ماریپان '۲۰ · زاپاتا ۳۶' · لینتی '۵۸ · ولاشیچ '۸۶ · والوکیویچ '۲+۹۰ | ورزشگاه: جوزپه مه‌آتزا تماشاگران: ۷۳,۳۴۸ داور: ماتئو مارسنارو |

| ۲۰ اکتبر ۲۰۲۴ ۸                        | آ.اس.رم                  | ۱-۰   | اینترمیلان                                        | رم                                                     |
| ۲۰:۴۵ زمان اروپای مرکزی (یوتی‌سی ۱:۰۰+) | کریستانته '۴۹ پیسیلی '۶۲ | گزارش | بارلا '۴۸ · مارتینس ۶۰' · دارمیان '۶۸ · کوره‌آ '۷۸ | ورزشگاه: المپیک رم تماشاگران: ۶۴,۱۹۹ داور: داویده ماسا |

| ۲۷ اکتبر ۲۰۲۴ ۹                        | اینترمیلان                                                   | ۴-۴   | یوونتوس                                               | میلان                                                     |
| ۱۸:۳۰ زمان اروپای مرکزی (یوتی‌سی ۱:۰۰+) | ژیلینسکی ۱۵'، ۳۷' · هنریخ ۳۵' · دومفریس ۵۳' '۷۵ · پاوارد '۵۹ | گزارش | ولاهوویچ ۲۰' · وه‌آ ۲۶' · دانیلو '۵۲ · ییلدیز ۷۱'، ۸۲' | ورزشگاه: جوزپه مه‌آتزا تماشاگران: ۷۵,۰۵۶ داور: مارکو گویدا |

| ۳۰ اکتبر ۲۰۲۴ ۱۰                       | امپولی                      | ۳-۰   | اینترمیلان                                  | امپولی                                                 |
| ۱۸:۰۰ زمان اروپای مرکزی (یوتی‌سی ۱:۰۰+) | گوگلیچیدزه '۳۱ · کاکاسه '۳۸ | گزارش | فراتسی ۵۰'، ۶۷' · باستونی '۶۲ · مارتینس ۷۹' | ورزشگاه: کاستلانی تماشاگران: ۱۵,۷۰۶ داور: ماتئو مارکتی |

| ۳ نوامبر ۲۰۲۴ ۱۱                       | اینترمیلان                              | ۰-۱   | ونتزیا      | میلان                                                     |
| ۲۰:۴۵ زمان اروپای مرکزی (یوتی‌سی ۱:۰۰+) | پاوارد '۳۱ · مارتینس ۶۵' · فراتسی '۸+۹۰ | گزارش | زامپانو '۴۹ | ورزشگاه: جوزپه مه‌آتزا تماشاگران: ۶۶,۳۲۶ داور: ماریا فریری |

| ۱۰ نوامبر ۲۰۲۴ ۱۲                      | اینترمیلان              | ۱-۱   | ناپولی       | میلان                                                           |
| ۲۰:۴۵ زمان اروپای مرکزی (یوتی‌سی ۱:۰۰+) | هاکان ۴۳' · دومفریس '۸۰ | گزارش | مک‌تامینی ۲۳' | ورزشگاه: جوزپه مه‌آتزا تماشاگران: ۷۲,۹۵۱ داور: مائوریتزیو ماریان |

| ۲۳ نوامبر ۲۰۲۴ ۱۳                      | هلاس ورونا               | ۵-۰   | اینترمیلان                                                           | ورونا                                                               |
| ۱۵:۰۰ زمان اروپای مرکزی (یوتی‌سی ۱:۰۰+) | داویدوز '۳۳ بلاهیانه '۵۵ | گزارش | کوره‌آ ۱۷' · تورام ۲۲'، ۲۵' · د فرای ۳۱' · بیسک ۴۱' · آرناتوویج '۲+۹۰ | ورزشگاه: مارک آنتونیو بنتگودی تماشاگران: ۲۷,۱۴۱ داور: آندره آ کلمبو |

| ۶ دسامبر ۲۰۲۴ ۱۵                       | اینترمیلان                               | ۱-۳   | پارما                            | میلان                                                       |
| ۱۸:۳۰ زمان اروپای مرکزی (یوتی‌سی ۱:۰۰+) | دی مارکو '۴۰ ۶۴' · بارلا ۵۳' · تورام ۶۶' | گزارش | کیتا '۱۰ · دارمیان ۸۱'(گل‌به‌خودی) | ورزشگاه: جوزپه مه‌آتزا تماشاگران: ۷۱,۸۷۹ داور: روزاریو آبیسو |

| ۶ دسامبر ۲۰۲۴ ۱۶                       | لاتزیو               | ۶-۰   | اینترمیلان | رم                                                    |
| ۲۰:۴۵ زمان اروپای مرکزی (یوتی‌سی ۱:۰۰+) | روولا '۴۰ زاکانی '۸۰ | گزارش | هاکان '۲۴، · '۴۱ · باستونی '۳۱ · بیسک '۴۴ · مارکو ۴۵' · بارلا ۵۱' · دومفریس ۵۳' · دارمیان '۷۵ · آگوستو ۷۷' · تورام ۹۰' | ورزشگاه: المپیک رم تماشاگران: ۶۰,۰۰۰ داور: دنیله چیفی |

| ۲۶ دسامبر ۲۰۲۴ ۱۷                      | اینترمیلان                                 | ۰-۲   | کومو                    | میلان                                                      |
| ۲۰:۴۵ زمان اروپای مرکزی (یوتی‌سی ۱:۰۰+) | بیسک '۲۴ · آگوستو ۴۸' · تورام ۲+۹۰'، '۲+۹۰ | گزارش | داکونا '۶۴ ماتزیتلی '۸۷ | ورزشگاه: جوزپه مه‌آتزا تماشاگران: ۷۳,۲۰۴ داور: آنتونیو گیوا |

| ۲۸ دسامبر ۲۰۲۴ ۱۸                      | کالیاری | ۳-۰   | اینترمیلان                            | کالیاری                                                    |
| ۱۸:۰۰ زمان اروپای مرکزی (یوتی‌سی ۱:۰۰+) |         | گزارش | باستونی ۵۳' · مارتینز ۷۱' · هاکان ۷۸' | ورزشگاه: ساردینیا آرنا تماشاگران: ۱۶,۴۱۲ داور: دنیله دووری |

| ۱۲ ژانویه ۲۰۲۵ ۲۰                      | ونتزیا                                 | ۱-۰   | اینترمیلان               | ونیز                                                   |
| ۱۵:۰۰ زمان اروپای مرکزی (یوتی‌سی ۱:۰۰+) | اوریستانیو '۱۴ زامپانو '۴۴ کاویلیا '۸۰ | گزارش | دارمیان ۱۶' · اصلانی '۴۱ | ورزشگاه: پیرلوییجی پنزو تماشاگران: ۱۲,۰۴۸ داور: پیچینی |

| ۱۵ ژانویه ۲۰۲۵ ۱۹ | اینترمیلان                  | ۲-۲   | بولونیا               | میلان                                                     |
| ۲۰:۴۵ زمان اروپای مرکزی (یوتی‌سی ۱:۰۰+)                                                                                           | دومفریس ۱۹' · مارتینز ۱+۴۵' | گزارش | کاسترو ۱۵' · هولم ۶۴' | ورزشگاه: جوزپه مه‌آتزا تماشاگران: ۶۳,۰۷۴ داور: لوکا پایرتو |
| یادداشت: این مسابقه ابتدا برای ۵ ژانویه ۲۰۲۵ برنامه ریزی شده بود، اما به دلیل حضور اینترمیلان در سوپرجام ایتالیا به تعویق افتاد. |                             |       |                       |                                                           |

| ۱۹ ژانویه ۲۰۲۵ ۲۱                      | اینترمیلان                            | ۳-۱   | امپولی       | میلان                                                         |
| ۲۰:۴۵ زمان اروپای مرکزی (یوتی‌سی ۱:۰۰+) | مارتینز ۵۵' · دومفریس ۷۹' · تورام ۸۹' | گزارش | اسپوسیتو ۸۳' | ورزشگاه: جوزپه مه‌آتزا تماشاگران: ۶۱,۲۳۰ داور: ارماننو فلیسانی |

| ۲۶ ژانویه ۲۰۲۵ ۲۲                      | لچه | ۴-۰   | اینترمیلان                                                         | لچه                                                        |
| ۱۸:۰۰ زمان اروپای مرکزی (یوتی‌سی ۱:۰۰+) |     | گزارش | فراتسی ۶' · د فرای '۱۶ · مارتینز ۳۹' · دومفریس ۵۷' · طارمی ۶۱' '۸۲ | ورزشگاه: ویا دل ماره تماشاگران: ۲۷,۲۲۳ داور: لیویو مارینلی |

| ۲ فوریه ۲۰۲۵ ۲۳                        | آ.ث. میلان   | ۱-۱   | اینترمیلان                               | میلان                                                     |
| ۱۸:۰۰ زمان اروپای مرکزی (یوتی‌سی ۱:۰۰+) | ریندرس ۴۵' · | گزارش | باستونی '۵۳ · دومفریس '۶۱ · د فرای ۳+۹۰' | ورزشگاه: جوزپه مه‌آتزا تماشاگران: ۷۵,۴۹۳ داور: دانیله چیفی |

| ۶ فوریه ۲۰۲۵ ۱۴ | فیورنتینا                | ۰-۳   | اینترمیلان | فلورانس                                                    |
| ۲۰:۴۵ زمان اروپای مرکزی (یوتی‌سی ۱:۰۰+) | رانیری ۵۹' · کن ۸۹'، ۶۹' | گزارش |            | ورزشگاه: آرتمیو فرانکی تماشاگران: ۲۲,۳۵۱ داور: دنیله دووری |
| یادداشت: این بازی ابتدا در تاریخ ۱ دسامبر ۲۰۲۴ در ساعت ۱۸:۰۰ برگزار شد، اما در دقیقه ۱۶ پس از سقوط بازیکن فیورنتینا، ادواردو بووه در زمین، متوقف شد. باقیمانده بازی به تعویق افتاد. |                          |       |            |                                                            |

| ۱۰ فوریه ۲۰۲۵ ۲۴                       | اینترمیلان                                                                               | ۱-۲   | فیورنتینا                                     | میلان، ایتالیا                                              |
| ۲۰:۴۵ زمان اروپای مرکزی (یوتی‌سی ۱:۰۰+) | مارین ۲۸' (گل‌به‌خودی) · مخیتاریان '۳۶ · هاکان '۲+۴۵ · مارکو ۵۲' · زالفسکی '۷۰ · بارلا '۷۹ | گزارش | ریچاردسون '۳۹ رولاندو '۴۴ پاریسی '۲+۴۵ کن '۶۶ | ورزشگاه: جوزپه مه‌آتزا تماشاگران: ۶۷,۴۸۴ داور: فدریکو لا پنا |

| ۱۶ فوریه ۲۰۲۵ ۲۵                       | یوونتوس            | ۰-۱   | اینترمیلان | تورین                                                       |
| ۲۰:۴۵ زمان اروپای مرکزی (یوتی‌سی ۱:۰۰+) | کونسیسائو '۵۲، ۷۴' | گزارش | بارلا '۹۰  | ورزشگاه: یوونتوس تماشاگران: ۴۱,۳۶۱ داور: مائوریتزیو ماریانی |

| ۲۲ فوریه ۲۰۲۵ ۲۶                       | اینترمیلان  | ۰-۱   | جنوا                   | میلان                                                      |
| ۲۰:۴۵ زمان اروپای مرکزی (یوتی‌سی ۱:۰۰+) | مارتینز ۷۸' | گزارش | میرتی '۵۵ اکوبان '۹۰+۵ | ورزشگاه: جوزپه مه‌آتزا تماشاگران: ۶۸,۲۷۱ داور: مارکو پیچینی |

| ۱ مارس ۲۰۲۵ ۲۷                         | ناپولی                   | ۱-۱   | اینترمیلان     | ناپل                                                               |
| ۱۸:۰۰ زمان اروپای مرکزی (یوتی‌سی ۱:۰۰+) | بیلینگ ۸۷' · کونتینی '۸۸ | گزارش | دی مارکو ۲۲' · | ورزشگاه: دیگو آرماندو مارادونا تماشاگران: ۵۳,۸۵۱ داور: دنیله دووری |

| ۸ مارس ۲۰۲۵ ۲۸                         | اینترمیلان                                            | ۲-۳   | مونتزا                               | میلان                                                     |
| ۲۰:۴۵ زمان اروپای مرکزی (یوتی‌سی ۱:۰۰+) | مارکو ۱+۴۵' · هاکان ۶۴' · کیریاکوپولوس ۷۷' (گل‌به‌خودی) | گزارش | بیریندلی ۳۲' · ایتزو '۳۸ · بالده ۴۴' | ورزشگاه: جوزپه مه‌آتزا تماشاگران: ۶۶,۳۴۴ داور: لوکا زوفرلی |

| ۱۶ مارس ۲۰۲۵ ۲۹                        | آتالانتا                    | ۲-۰   | اینترمیلان                                                  | برگامو                                                             |
| ۲۰:۴۵ زمان اروپای مرکزی (یوتی‌سی ۱:۰۰+) | بلانووا '۳۹ · ادیسن '۸۱ '۸۱ | گزارش | آگوستو ۵۴' · باستونی '۷۹ '۵+۹۰ · پاوارد '۸۶ · مارتینز '۸۷ · | ورزشگاه: آتلتی آتزوری دایتالیا تماشاگران: ۲۳,۲۱۵ داور: داویده ماسا |

| ۳۰ مارس ۲۰۲۵ ۳۰                        | اینترمیلان                                            | ۱-۲   | اودینزه  | میلان                                                    |
| ۱۸:۰۰ زمان اروپای مرکزی (یوتی‌سی ۱:۰۰+) | مارکو ۱۲' · فراتسی ۱+۹۰' · اصلانی '۲۹ · بارلا '۴+۹۰ · | گزارش | سولت ۷۱' | ورزشگاه: جوزپه مه‌آتزا تماشاگران: ۷۱,۹۲۴ داور: دنیله چیفی |

| ۵ آوریل ۲۰۲۵ ۳۱                        | پارما                                                   | ۲-۲   | اینترمیلان                                                         | پارما                                                     |
| ۱۸:۰۰ زمان اروپای مرکزی (یوتی‌سی ۱:۰۰+) | پونتوس '۲۸ · برنابه ۶۰' · اوندریکا ۶۹' · دل پراتو '۹۰+۲ | گزارش | دارمیان ۱۵' · تورام ۴۵' · دی مارکو '۵۷ · زالفسکی '۸۹ · کوره‌آ '۵+۹۰ | ورزشگاه: انیو تاردینی تماشاگران: ۲۲,۰۰۵ داور: دنیله دووری |

| ۱۲ آوریل ۲۰۲۵ ۳۲                       | اینترمیلان                         | ۱-۳   | کالیاری                | میلان                                                    |
| ۱۸:۰۰ زمان اروپای مرکزی (یوتی‌سی ۱:۰۰+) | مارکو ۱۳' · مارتینز ۲۶' · بیسک ۵۵' | گزارش | پیکولی ۴۸' · دیولا '۶۹ | ورزشگاه: جوزپه مه‌آتزا تماشاگران: ۷۱,۷۹۹ داور: مارک دیبلو |

| ۲۰ آوریل ۲۰۲۵ ۳۳                       | بولونیا                     | ۰-۱   | اینترمیلان                          | بولونیا                                                    |
| ۱۸:۰۰ زمان اروپای مرکزی (یوتی‌سی ۱:۰۰+) | ندویه '۵۸ · اورسولینی ۴+۹۰' | گزارش | مخیتاریان '۳۹ باستونی '۶۱ کوره‌آ '۸۱ | ورزشگاه: رناتو دلارا تماشاگران: ۳۸,۲۷۹ داور: آندره آ کلمبو |

| ۲۷ آوریل ۲۰۲۵ ۳۴                       | اینترمیلان  | ۱-۰   | آ.اس.رم                          | میلان                                                     |
| ۱۵:۰۰ زمان اروپای مرکزی (یوتی‌سی ۱:۰۰+) | مارتینز '۴۵ | گزارش | مانچینی '۳ · سوله ۲۲' · کونه '۶۳ | ورزشگاه: جوزپه مه‌آتزا تماشاگران: ۷۰٫۲۴۰ داور: مایکل فابری |

| ۳ مهٔ ۲۰۲۵ ۳۵                           | اینترمیلان            | ۰-۱   | هلاس ورونا                         | میلان                                                           |
| ۲۰:۴۵ زمان اروپای مرکزی (یوتی‌سی ۱:۰۰+) | اصلانی '۹ دارمیان '۲۳ | گزارش | والنتینی '۴۶ دودا '۷۱ کاستانوس '۸۵ | ورزشگاه: جوزپه مه‌آتزا تماشاگران: ۷۰٫۲۲۲ داور: جانلوکا مانگانیلو |

| ۱۱ مهٔ ۲۰۲۵ ۳۶                          | تورینو               | ۲-۰   | اینترمیلان                                            | تورین                                                       |
| ۱۸:۰۰ زمان اروپای مرکزی (یوتی‌سی ۱:۰۰+) | میلینکوویچ-ساویچ '۴۷ | گزارش | زالفسکی ۱۴'، '۵۶ · آگوستو '۲۵ · بیسک '۴۳ · اصلانی '۴۹ | ورزشگاه: المپیک تورین تماشاگران: ۲۶,۵۳۷ داور: فدریکو لا پنا |

| ۱۸ مهٔ ۲۰۲۵ ۳۷                          | اینترمیلان                           | ۲-۲   | لاتزیو                                                      | میلان                                                    |
| ۲۰:۴۵ زمان اروپای مرکزی (یوتی‌سی ۱:۰۰+) | هاکان '۳۸ · بیسک ۴۵+۲' · دومفریس ۷۹' | گزارش | کاستیانوس '۴۵ · خیلا '۶۱ · رودریگز ۷۲'، ۹۰' · رومانیولی '۷۸ | ورزشگاه: جوزپه مه‌آتزا تماشاگران: ۸۰,۰۱۸ داور: دنیله چیفی |

| ۲۳ مهٔ ۲۰۲۵ ۳۸                          | کومو                      | ۲-۰   | اینترمیلان                                            | کومو                                                          |
| ۲۰:۴۵ زمان اروپای مرکزی (یوتی‌سی ۱:۰۰+) | رینا '۴۵ · استریفزا '۱+۴۵ | گزارش | هاکان '۱۲ · د فرای ۲۰'، '۴۷ · زالفسکی '۴۳ · کوره‌آ ۵۱' | ورزشگاه: جوزپه سینیگاگلیا تماشاگران: ۱۰,۶۵۶ داور: داویده ماسا |

### کوپا ایتالیا
| ۱۹ دسامبر ۲۰۲۴ ۱/۱۶ نهایی              | اینترمیلان                   | ۰-۲   | اودینزه | میلان                                                     |
| ۲۱:۰۰ زمان اروپای مرکزی (یوتی‌سی ۱:۰۰+) | اصلانی '۱۵ ۲+۴۵' · مارکو ۳۰' | گزارش |         | ورزشگاه: جوزپه مه‌آتزا تماشاگران: ۵۳,۷۵۶ داور: لوکا ماسیمی |

| ۲۵ فوریه ۲۰۲۵ ۱/۸ نهایی                | اینترمیلان                                       | ۰-۲   | لاتزیو                                                       | میلان                                                     |
| ۲۱:۰۰ زمان اروپای مرکزی (یوتی‌سی ۱:۰۰+) | اصلانی '۱۴ · مارکو ۳۹' · هاکان '۷۷ · دومفریس '۸۵ | گزارش | ایساکسن '۳۳ پلگرینی '۳۶ ابراهیموویچ '۷۵ گندوزی '۷۶ ژیگوت '۷۹ | ورزشگاه: جوزپه مه‌آتزا تماشاگران: ۵۳,۳۳۳ داور: مایکل فابری |

| ۲ آوریل ۲۰۲۵ نیمه نهایی                | آ.ث. میلان                             | ۱-۱   | اینترمیلان                       | میلان                                                |
| ۲۱:۰۰ زمان اروپای مرکزی (یوتی‌سی ۱:۰۰+) | ارناندز '۱۹ · آبراهام ۴۷' · ریندرس '۸۹ | گزارش | آچربی '۵۳ · بیسک '۵۸ · هاکان ۶۷' | ورزشگاه: سن سیرو تماشاگران: ۶۷,۵۹۵ داور: مایکل فابری |

| ۲۳ آوریل ۲۰۲۵ نیمه نهایی               | اینترمیلان | ۳-۰   | آ.ث. میلان                  | میلان                                                     |
| ۲۱:۰۰ زمان اروپای مرکزی (یوتی‌سی ۱:۰۰+) | هاکان '۷۱  | گزارش | یوویچ ۳۶'، ۴۹' · ریندرس ۸۵' | ورزشگاه: جوزپه مه‌آتزا تماشاگران: ۷۵,۵۵۲ داور: دنیله دووری |

### سوپرجام ایتالیا
| ۲ ژانویه ۲۰۲۵ نیمه نهایی               | اینترمیلان                    | ۰-۲   | آتالانتا      | ریاض، عربستان سعودی                                  |
| ۲۲:۰۰ زمان اروپای مرکزی (یوتی‌سی ۱:۰۰+) | دومفریس ۴۹'، ۶۰' · آگوستو '۸۸ | گزارش | اسکالوینی '۲۸ | ورزشگاه: ملک سعود تماشاگران: ۱۶,۸۹۶ داور: دنیله چیفی |

| ۶ ژانویه ۲۰۲۵ فینال                    | اینترمیلان                                                                        | ۳-۲   | آ.ث. میلان                                             | ریاض، عربستان سعودی                                   |
| ۲۲:۰۰ زمان اروپای مرکزی (یوتی‌سی ۱:۰۰+) | مارتینس ۱+۴۵' · طارمی ۴۷' · مخیتاریان '۵۱ · دومفریس '۵۴ · بارلا '۷۲ · باستونی '۸۹ | گزارش | ارناندز ۵۲' · توموری '۵۷ · پولیسیک ۸۰' · آبراهام ۳+۹۰' | ورزشگاه: ملک سعود تماشاگران: ۲۴,۸۴۱ داور: سیمونه سوزا |

### لیگ قهرمانان اروپا

#### روند هفته به هفته
| هفته    | ۱  | ۲ | ۳ | ۴ | ۵ | ۶ | ۷ | ۸ |
| ------- | -- | - | - | - | - | - | - | - |
| زمین    | ب  | خ | ب | خ | خ | ب | ب | خ |
| دستاورد | م  | پ | پ | پ | پ | ش | پ | پ |
| جایگاه  | ۱۶ | ۹ | ۷ | ۵ | ۲ | ۶ | ۴ | ۴ |

#### خلاصه بازی ها

##### مرحله گروهی
| ۱۸ سپتامبر ۲۰۲۴ ۱                      | منچسترسیتی | ۰-۰   | اینترمیلان | منچستر، انگلستان                                           |
| ۲۰:۰۰ زمان اروپای مرکزی (یوتی‌سی ۱:۰۰+) | دیاز '۳۳   | گزارش |            | ورزشگاه: الاتحاد تماشاگران: ۵۰,۹۲۲ داور: گلن نایبرگ (سوئد) |

| ۱ اکتبر ۲۰۲۴ ۲                         | اینترمیلان                                                                   | ۰-۴   | ستاره سرخ  | میلان، ایتالیا                                                    |
| ۲۱:۰۰ زمان اروپای مرکزی (یوتی‌سی ۱:۰۰+) | هاکان ۱۱' · مخیتاریان '۱۵ · د فرای '۴۸ · مارکو ۵۹' · مارتینس ۷۱' · طارمی '۸۱ | گزارش | الشنیک '۶۹ | ورزشگاه: جوزپه مه‌آتزا تماشاگران: ۵۶,۳۹۱ داور: فلیکس زوایر (آلمان) |

| ۲۳ اکتبر ۲۰۲۴ ۳                        | یانگ بویز                              | ۱-۰   | اینترمیلان                | برن، سوئیس                                                          |
| ۲۱:۰۰ زمان اروپای مرکزی (یوتی‌سی ۱:۰۰+) | هاجم '۳۳ مونتیرو '۳۵ ایمری '۳۶ ملس '۸۱ | گزارش | دومفریس '۳۵ · تورام ۳+۹۰' | ورزشگاه: ورزشگاه سوئیس تماشاگران: ۳۱,۵۰۰ داور: مایکل الیور (انگلیس) |

| ۶ نوامبر ۲۰۲۴ ۴                        | اینترمیلان                        | ۰-۱   | آرسنال              | میلان، ایتالیا                                                       |
| ۲۱:۰۰ زمان اروپای مرکزی (یوتی‌سی ۱:۰۰+) | مارتینس '۱۵ هاکان '۳+۴۵ بارلا '۶۸ | گزارش | گابریل '۱۵ ژسوس '۶۸ | ورزشگاه: جوزپه مه‌آتزا تماشاگران: ۷۵,۲۲۲ داور: ایشتوان کوواچ (رومانی) |

| ۲۶ نوامبر ۲۰۲۴ ۵                       | اینترمیلان                                     | ۰-۱   | لایپزیگ                 | میلان، ایتالیا                                                     |
| ۲۱:۰۰ زمان اروپای مرکزی (یوتی‌سی ۱:۰۰+) | پاوار '۱۱ · لوکبا ۲۷' (گل‌به‌خودی) · باستونی '۳۳ | گزارش | بامگارتنر '۳۴ لوکبا '۸۵ | ورزشگاه: جوزپه مه‌آتزا تماشاگران: ۶۳,۱۷۴ داور: ژائو پینیرو (پرتغال) |

| ۱۰ دسامبر ۲۰۲۴ ۶                       | بایرلورکوزن | ۰-۱   | اینترمیلان           | لورکوزن، آلمان                                                   |
| ۲۱:۰۰ زمان اروپای مرکزی (یوتی‌سی ۱:۰۰+) | موکیله ۹۰'  | گزارش | هاکان '۲۵ آگوستو '۲۷ | ورزشگاه: بای‌آرنا تماشاگران: ۳۰,۲۱۰ داور: اسلاوکو وینچیچ(اسلوونی) |

| ۲۲ ژانویه ۲۰۲۵ ۷                       | اسپارتا پراگ                 | ۱-۰   | اینترمیلان                            | پراگ، جمهوری چک                                                          |
| ۲۱:۰۰ زمان اروپای مرکزی (یوتی‌سی ۱:۰۰+) | اولاتونجی '۵۲ کراسنیقی '۵+۹۰ | گزارش | دومفریس '۶ · مارتینز ۱۲' · اصلانی '۶۷ | ورزشگاه: لتنا تماشاگران: ۱۸,۰۱۰ داور: الخاندرو هرناندز هرناندز (اسپانیا) |

| ۲۹ ژانویه ۲۰۲۵ ۸                       | اینترمیلان                                     | ۰-۳   | موناکو                                | میلان، ایتالیا                                                             |
| ۲۱:۰۰ زمان اروپای مرکزی (یوتی‌سی ۱:۰۰+) | مارتینز ۴'، ۱۶'، ۶۷' · پاوارد '۶۶ · اصلانی '۸۱ | گزارش | زکریا '۳ · ماویسا '۱۳ · وندرسون '۳+۴۵ | ورزشگاه: جوزپه مه‌آتزا تماشاگران: ۷,۶۰۱ داور: عرفان پلجتو (بوسنی و هرزگوین) |

##### مرحله حذفی

###### ۱/۸
| ۵ مارس ۲۰۲۵ رفت                        | فاینورد                        | ۲-۰   | اینترمیلان                            | روتردام، هلند                                            |
| ۱۸:۴۵ زمان اروپای مرکزی (یوتی‌سی ۱:۰۰+) | میچل '۶۸ ولنروتر '۷۱ عثمان '۷۶ | گزارش | تورام ۳۸' · مارتینز ۵۰' · باستونی '۷۴ | ورزشگاه: دکویپ تماشاگران: ۴۳,۷۸۹ داور: اسپن اسکاس (نروژ) |

| ۱۱ مارس ۲۰۲۵ برگشت                     | اینترمیلان                             | ۱-۲   | فاینورد              | میلان، ایتالیا                                                         |
| ۲۱:۰۰ زمان اروپای مرکزی (یوتی‌سی ۱:۰۰+) | تورام ۸'، '۶۹ · هاکان '۵۱ · اصلانی '۶۲ | گزارش | مودر '۴۲ اسمال '۱+۴۵ | ورزشگاه: جوزپه مه‌آتزا تماشاگران: ۵۵,۳۵۶ داور: ایوان کروژلیاک (اسلواکی) |

###### ۱/۴
| ۹ آوریل ۲۰۲۵ رفت                       | بایرن مونیخ        | ۱–۲   | اینترمیلان                                                     | مونیخ، آلمان                                                     |
| ۲۱:۰۰ زمان اروپای مرکزی (یوتی‌سی ۱:۰۰+) | کیم '۲۸ · مولر ۸۵' | گزارش | مارتینز ۳۸'، '۵۳ · هنریخ '۷۱ · فراتسی ۸۸'، '۸۹ · زالفسکی '۴+۹۰ | ورزشگاه: آلیانتس آرنا تماشاگران: ۷۵,۰۰۰ داور: ساندرو شرر (سوئیس) |

| ۱۶ آوریل ۲۰۲۵ برگشت                    | اینترمیلان                                           | ۲–۲   | بایرن مونیخ                       | میلان، ایتالیا                                                        |
| ۲۱:۰۰ زمان اروپای مرکزی (یوتی‌سی ۱:۰۰+) | مارتینز ۵۸' · پاوار ۶۱' · مارکو '۶۹ · دی مارکو '۹۰+۶ | گزارش | کیم '۲۸ · دایر ۴۵'، '۷۵ · کین ۵۲' | ورزشگاه: جوزپه مه‌آتزا تماشاگران: ۷۵,۶۲۵ داور: اسلاوکو وینچیچ(اسلوونی) |

###### نیمه نهایی
| ۳۰ آوریل ۲۰۲۵ رفت                      | بارسلونا                                                 | ۳-۳   | اینترمیلان                              | بارسلون، اسپانیا                                                          |
| ۲۱:۰۰ زمان اروپای مرکزی (یوتی‌سی ۱:۰۰+) | یامال ۲۴' · تورس ۳۸' · سومر ۶۵' (گل‌به‌خودی) · کوبارسی '۷۰ | گزارش | تورام ۱' · دومفریس ۲۱'، ۶۴' · هاکان '۵۹ | ورزشگاه: المپیک کمپانی لوییس تماشاگران: ۵۰,۳۱۴ داور: کلمن تورپین (فرانسه) |

| ۶ مهٔ ۲۰۲۵ برگشت                        | اینترمیلان                                                                                                 | ۳-۳ (۳-۴) | بارسلونا                                                          | میلان، ایتالیا                                                         |
| ۲۱:۰۰ زمان اروپای مرکزی (یوتی‌سی ۱:۰۰+) | مارتینز · ۲۱' · هاکان '۳۶، '۴۵+۱ · هنریخ '۶۸ · آچربی ۹۰+۳'، '۹۰+۵ · آگوستو '۹۱ · فراتسی ۹۹' · باستونی '۱۱۸ | گزارش     | مارتینز '۵۱ · گارسیا ۵۴' · اولمو ۶۰' · رافینیا ۸۷' · ویکتور '۹۰+۵ | ورزشگاه: جوزپه مه‌آتزا تماشاگران: ۷۵,۵۰۴ داور: شیمون مارسینیاک (لهستان) |

###### فینال
| ۲۸ مهٔ ۲۰۲۵ فینال                       | اینترمیلان                      | ۵-۰   | پاری سن ژرمن                                             | مونیخ، آلمان                                                         |
| ۲۱:۰۰ زمان اروپای مرکزی (یوتی‌سی ۱:۰۰+) | زالفسکی '۵۶ تورام '۶۹ آچربی '۷۱ | گزارش | حکیمی ۱۲' · دوئه ۲۰'، ۶۳' · کواراتسخلیا ۷۳' · مایولو ۸۷' | ورزشگاه: آلیانتس آرنا تماشاگران: ۶۴,۳۲۷ داور: ایشتوان کوواچ (رومانی) |

### جام باشگاه‌های جهان

#### جدول
| رتبه | باشگاه             | ب | پ | م | ش | گ‌ز | گ‌خ | ت‌گ | امتیاز | صلاحیت             |
| ---- | ------------------ | - | - | - | - | -- | -- | -- | ------ | ------------------ |
| ۱    | ریور پلاته         | ۰ | ۰ | ۰ | ۰ | ۰  | ۰  | ۰  | ۰      | صعود به مرحله حذفی |
| ۲    | اوراوا رد دایموندز | ۰ | ۰ | ۰ | ۰ | ۰  | ۰  | ۰  | ۰      | صعود به مرحله حذفی |
| ۳    | مونتری             | ۰ | ۰ | ۰ | ۰ | ۰  | ۰  | ۰  | ۰      |                    |
| ۳    | اینتر میلان        | ۰ | ۰ | ۰ | ۰ | ۰  | ۰  | ۰  | ۰      |                    |

#### خلاصه بازی ها

##### مرحله گروهی
| ۱۷ ژوئن ۲۰۲۵ ۱                         | اینترمیلان | v     | مونتری | پاسادنا،آمریکا  |
| ۱۸:۰۰ زمان اروپای مرکزی (یوتی‌سی ۱:۰۰+) |            | گزارش |        | ورزشگاه: رز بول |

| ۲۱ ژوئن ۲۰۲۵ ۲                         | اینترمیلان | v     | اوراوا رد دایموندز | سیاتل، آمریکا      |
| ۱۲:۰۰ زمان اروپای مرکزی (یوتی‌سی ۱:۰۰+) |            | گزارش |                    | ورزشگاه: لومن فیلد |

| ۲۵ ژوئن ۲۰۲۵ ۳                         | اینترمیلان | v     | ریور پلاته | سیاتل، آمریکا      |
| ۱۸:۰۰ زمان اروپای مرکزی (یوتی‌سی ۱:۰۰+) |            | گزارش |            | ورزشگاه: لومن فیلد |

## آمار

### آمار تیم
| لیگ                     | نتیجه       | گل زده | گل خورده | رکورد | رکورد | رکورد | رکورد | رکورد   |
| لیگ                     | نتیجه       | گل زده | گل خورده | G     | W     | D     | L     | پیروز % |
| ----------------------- | ----------- | ------ | -------- | ----- | ----- | ----- | ----- | ------- |
| سری آ                   | نایب قهرمان | ۷۹     | ۳۵       | ۳۸    | ۲۴    | ۹     | ۵     | ۰۶۳     |
| کوپا ایتالیا            | نیمه نهایی  | ۵      | ۴        | ۴     | ۲     | ۱     | ۱     | ۰۵۰     |
| سوپر جام فوتبال ایتالیا | نایب قهرمان | ۴      | ۳        | ۲     | ۱     | ۱     | ۰     | ۰۵۰     |
| لیگ قهرمانان اروپا      | نایب قهرمان | ۲۶     | ۱۶       | ۱۵    | ۹     | ۴     | ۲     | ۰۶۰     |
| جام جهانی باشگاه‌ها      | یک هشتم     | ۵      | ۴        | ۴     | ۲     | ۱     | ۱     | ۰۵۰     |
| مجموع                   | -           | ۱۱۹    | ۶۲       | ۶۳    | ۳۸    | ۱۵    | ۱۰    | ۰۶۰     |

### آمار بازیکنان
| شماره | ملیت     | نام               | پست       | سری آ | سری آ | کوپا ایتالیا | کوپا ایتالیا | سوپر کاپ | سوپر کاپ | لیگ قهرمانان | لیگ قهرمانان | جام جهانی باشگاه‌ها | جام جهانی باشگاه‌ها | مجموع | مجموع |
| شماره | ملیت     | نام               | پست       | بازی  | گل    | بازی         | گل           | بازی     | گل       | بازی         | گل           | بازی               | گل                 | بازی  | گل    |
| ----- | -------- | ----------------- | --------- | ----- | ----- | ------------ | ------------ | -------- | -------- | ------------ | ------------ | ------------------ | ------------------ | ----- | ----- |
| ۱     | سوئیس    | یان سومر          | دروازه‌بان | ۰     | ۰     | ۰            | ۰            | ۰        | ۰        | ۰            | ۰            | ۰                  | ۰                  | ۰     | ۰     |
| ۲     | هلند     | دنزل دومفریس      | هافبک     | ۰     | ۰     | ۰            | ۰            | ۰        | ۰        | ۰            | ۰            | ۰                  | ۰                  | ۰     | ۰     |
| ۶     | هلند     | استفان د فرای     | مدافع     | ۰     | ۰     | ۰            | ۰            | ۰        | ۰        | ۰            | ۰            | ۰                  | ۰                  | ۰     | ۰     |
| ۷     | لهستان   | پیوتر ژیلینسکی    | هافبک     | ۰     | ۰     | ۰            | ۰            | ۰        | ۰        | ۰            | ۰            | ۰                  | ۰                  | ۰     | ۰     |
| ۸     | اتریش    | مارکو آرناتوویج   | مهاجم     | ۰     | ۰     | ۰            | ۰            | ۰        | ۰        | ۰            | ۰            | ۰                  | ۰                  | ۰     | ۰     |
| ۹     | فرانسه   | مارکوس تورام      | مهاجم     | ۰     | ۰     | ۰            | ۰            | ۰        | ۰        | ۰            | ۰            | ۰                  | ۰                  | ۰     | ۰     |
| ۱۰    | آرژانتین | لائوتارو مارتینس  | مهاجم     | ۰     | ۰     | ۰            | ۰            | ۰        | ۰        | ۰            | ۰            | ۰                  | ۰                  | ۰     | ۰     |
| ۱۱    | آرژانتین | خواکین کوره‌آ      | مهاجم     | ۰     | ۰     | ۰            | ۰            | ۰        | ۰        | ۰            | ۰            | ۰                  | ۰                  | ۰     | ۰     |
| ۱۲    | ایتالیا  | رافائله دی جنارو  | دروازه‌بان | ۰     | ۰     | ۰            | ۰            | ۰        | ۰        | ۰            | ۰            | ۰                  | ۰                  | ۰     | ۰     |
| ۱۴    | اسپانیا  | یوسیپ مارتینز     | دروازه‌بان | ۰     | ۰     | ۰            | ۰            | ۰        | ۰        | ۰            | ۰            | ۰                  | ۰                  | ۰     | ۰     |
| ۱۵    | ایتالیا  | فرانچسکو آچربی    | مدافع     | ۰     | ۰     | ۰            | ۰            | ۰        | ۰        | ۰            | ۰            | ۰                  | ۰                  | ۰     | ۰     |
| ۱۶    | ایتالیا  | داویده فراتسی     | هافبک     | ۰     | ۰     | ۰            | ۰            | ۰        | ۰        | ۰            | ۰            | ۰                  | ۰                  | ۰     | ۰     |
| ۱۷    | کانادا   | تیجان بیوکنن      | هافبک     | ۰     | ۰     | ۰            | ۰            | ۰        | ۰        | ۰            | ۰            | ۰                  | ۰                  | ۰     | ۰     |
| ۲۰    | ترکیه    | هاکان چالهان‌اوغلو | هافبک     | ۰     | ۰     | ۰            | ۰            | ۰        | ۰        | ۰            | ۰            | ۰                  | ۰                  | ۰     | ۰     |
| ۲۱    | آلبانی   | کریستین اصلانی    | هافبک     | ۰     | ۰     | ۰            | ۰            | ۰        | ۰        | ۰            | ۰            | ۰                  | ۰                  | ۰     | ۰     |
| ۲۲    | ارمنستان | هنریخ مخیتاریان   | هافبک     | ۰     | ۰     | ۰            | ۰            | ۰        | ۰        | ۰            | ۰            | ۰                  | ۰                  | ۰     | ۰     |
| ۲۳    | ایتالیا  | نیکولو بارلا      | هافبک     | ۰     | ۰     | ۰            | ۰            | ۰        | ۰        | ۰            | ۰            | ۰                  | ۰                  | ۰     | ۰     |
| ۲۸    | فرانسه   | بنجامین پاوارد    | مدافع     | ۰     | ۰     | ۰            | ۰            | ۰        | ۰        | ۰            | ۰            | ۰                  | ۰                  | ۰     | ۰     |
| ۳۰    | برزیل    | کارلوس آگوستو     | دفاع      | ۰     | ۰     | ۰            | ۰            | ۰        | ۰        | ۰            | ۰            | ۰                  | ۰                  | ۰     | ۰     |
| ۳۱    | آلمان    | یان اورل بیسک     | دفاع      | ۰     | ۰     | ۰            | ۰            | ۰        | ۰        | ۰            | ۰            | ۰                  | ۰                  | ۰     | ۰     |
| ۳۲    | ایتالیا  | فدریکو دی مارکو   | دفاع      | ۰     | ۰     | ۰            | ۰            | ۰        | ۰        | ۰            | ۰            | ۰                  | ۰                  | ۰     | ۰     |
| ۳۶    | ایتالیا  | متئو دارمیان      | دفاع      | ۰     | ۰     | ۰            | ۰            | ۰        | ۰        | ۰            | ۰            | ۰                  | ۰                  | ۰     | ۰     |
| ۴۲    | آرژانتین | توماس پالاسیوس    | دفاع      | ۰     | ۰     | ۰            | ۰            | ۰        | ۰        | ۰            | ۰            | ۰                  | ۰                  | ۰     | ۰     |
| ۵۹    | لهستان   | نیکولا زالفسکی    | هافبک     | ۰     | ۰     | ۰            | ۰            | ۰        | ۰        | ۰            | ۰            | ۰                  | ۰                  | ۰     | ۰     |
| ۹۵    | ایتالیا  | الساندرو باستونی  | دفاع      | ۰     | ۰     | ۰            | ۰            | ۰        | ۰        | ۰            | ۰            | ۰                  | ۰                  | ۰     | ۰     |
| ۹۹    | ایران    | مهدی طارمی        | مهاجم     | ۰     | ۰     | ۰            | ۰            | ۰        | ۰        | ۰            | ۰            | ۰                  | ۰                  | ۰     | ۰     |